# Mike Riley
Michael Anthony Riley (Rotherham, 17 dicembre 1964) è un ex arbitro di calcio inglese.

## Carriera
Riley è diventato arbitro nel 1980 nella regione di Rotherham. Nel 1994 debutta come arbitro nella Football League e due anni dopo, nel 1996, arriva in Premier League. Nel 1999 diviene internazionale e nel 2003 venne promosso nella categoria Elite degli arbitri UEFA. In ambito nazionale ha arbitrato la finale della FA Cup del 2002, della Carling Cup del 2004 e quella dei playoff della Football League nel 2005.
In ambito internazionale invece ha partecipato al Campionato europeo di calcio 2004 dirigendo due gare della fase a gironi (Svezia-Bulgaria e Germania-Lettonia).
Nel marzo 2006 è protagonista, suo malgrado, di una polemica: all'indomani della partita dei quarti di finale di Coppa UEFA tra Levski Sofia e Schalke 04, il dirigente bulgaro Todor Batkov, scontento per l'arbitraggio di Riley, lo evoca bollandolo come "quell'omosessuale inglese". Immediate arrivano le difese della Federazione calcio britannica a tutela del proprio associato.
Nel 2007 Riley è stato invitato a dirigere la finale della Hong Kong FA Cup South China-Happy Valley. È stata vinta dal South China per 3-1.
Da settembre 2009 è diventato manager degli arbitri della Premier League inglese, appendendo quindi il fischietto al chiodo.
Dal 1º gennaio 2012 entra a far parte della Commissione Arbitrale FIFA e si occuperà di sviluppo e formazione degli arbitri.